# Albig
Albig település Németországban, Rajna-vidék-Pfalz tartományban. Lakosainak száma 1634 fő (2023. december 31.).

## Népesség
A település népességének változása:
| Lakosok száma | 1233 | 1587 | 1602 | 1610 | 1622 | 1634 |
|               | 1975 | 2017 | 2019 | 2021 | 2022 | 2023 |